# Hosszúfalussy Gyula
Hosszúfalvi Hosszúfalussy Gyula Tivadar Mátyás (Felsőábrány, 1842. március 3. – Miskolc, 1914. november 7.), honvédszázados, afrikai utazó, földbirtokos.

A hosszúfalvi Hosszúfalussy család címere (a Siebmacher féle könyvből)

## Családja és származása
Az ősrégi hosszúfalui Hosszúfalussy család sarja. Apja hosszúfalusi Hosszufalussy Ignác (1799–1857), földbirtokos, anyja turiki Thuránszky Franciska (1809–1868) volt. Az apai nagyszülei hosszúfalusi Hosszufalussy János, táblabíró, földbirtokos és szemerei Szemere Erzsébet voltak. Az anyai nagyszülei turiki Thuránszky Pál, földbirtokos és szikszói és pókai Szikszay Erzsébet voltak. Hosszúfalussy Gyulának az egyik fivére hosszúfalvi Hosszúfalussy Kálmán (1832–1915), földbirtokos, miniszteri titkár. Leánytestvére: Hosszúfalussy Mária (1829–1889), akinek a férje petőházi Gludovácz László (1817–1887), 1848-as honvédhadnagy, földbirtokos volt.

## Élete
A königgrätzi csatában mint kadet szolgált a Vasa-ezredben, több sebet kapott és fogságba esett. Briegben félévig volt fogva. Haza kerülvén, könnyelműen eltékozolta birtokát és öngyilkossági kísérletet is tett, de kiépült. 1871-ben hadnaggyá léptették elő.  1879–1880-ban hosszabb utazást tett Egyiptomba és Núbiába Csoma József társaságában. Ezen utazásáról leveleket írt a Pesti Hirlapba (1880. 15. sz.) és a Magyarország és a Nagyvilágba (1880. 4., 35. 43. sz). 1892-ben mint százados ment nyugdíjba és Miskolcra költözött el családjával.

## Házassága és leszármazottjai
1881. március 6-án Miskolcon, feleségül vette a szintén református felekezetű nemesi származású hejőpapi Bizony Vilma Irén (Miskolc, 1849. október 15.–Miskolc, 1920. május 25.) kisasszonyt, akinek a szülei hejőpapi Bizony Tamás (1812–1893), ügyvéd, földbirtokos, a miskolci református gimnázium kormányzója, megyei bizottsági tag, miskolci városi képviselő, és csík-szentgyörgyi Martonffy Vilma (1818–1888) voltak. Hosszúfalussy Gyuláné Bizony Vilma fivérei: hejőpapi Bizony Ákos (1846–1922) jogász, országgyűlési képviselő, földbirtokos (akitől Hosszúfalussy Ákos örökölte meg a nyékládházi földbirtokát), valamint Bizony Emil (1842–1909), földbirtokos. Hosszúfalussy Gyula és Bizony Vilma frigyéből született:
- Hosszúfalussy Vilma Margit „Viola” (Miskolc, 1882. március 22. – Miskolc, 1885. február 11.)[17]
- vitéz Hosszúfalussy Ákos Gyula László (Miskolc, 1884. január 7. – 1945. és 1947. között hunyt el), tüzérezredes, a Vaskorona rend, a Signum Laudis, a Károly csapatkereszt tulajdonosa, 1927. és 1929 között Borsod vármegye Vitézi Rend Székkapitánya, Borsod vármegye törvényhatósági bizottság tagja, nyékládházi földbirtokos.[18] Felesége: négyesi Szepessy Margit Mária Anna (Miskolc, 1881. február 4.–†?)[19]
- Hosszúfalussy Emil Kálmán Marcell (Miskolc, 1886. június 13. – Miskolc, 1901. február 12.)[20]